# 考包
考包是中歐國家匈牙利的一個城鎮，位於該國東部，距離首都布達佩斯170公里，由豪伊杜-比豪爾州負責管轄，面積95.04平方公里，2011年人口5,922，其中約一半居民信奉基督教。

## 友好城市
- 羅馬尼亞阿萊什德
- 羅馬尼亞切塔里烏

## 外部連結
- Home page （页面存档备份，存于）

47°21′N 21°17′E / 47.350°N 21.283°E